# Ягубалиев, Магсад
Магсад Ягубалиев (азерб. Məqsəd Yaqubəliyev, 5 июля 1965) — советский и азербайджанский футболист, полузащитник и нападающий, тренер. Выступал за сборную Азербайджана.

## Биография
Магсад Ягубалиев родился 5 июля 1965 года.
Играл в футбол на позициях полузащитника и нападающего. Начал карьеру в «Гёязани» из Казаха, за который выступал во второй союзной лиге в 1988—1991 годах. В 1991—1992 годах играл за Авей из Агстафы, который соревновался во второй низшей лиге в СССР и высшей лиге в Азербайджане.
В сезоне-92 присоединился к «Турану» из Товуза, играл за него до 1996 года. В составе «Турана» в 1994 году стал чемпионом Азербайджана, в 1995 году — серебряным призёром, в 1992—1993 годах — бронзовым призёром.
9 августа 1994 года в составе «Турана» участвовал в первом в истории матче азербайджанской команды в еврокубках. В Стамбуле «Туран» в первом матче первого квалификационного раунда Кубка УЕФА крупно проиграл турецкому «Фенербахче» — 0:5. 23 августа в Товузе «Туран» также потерпел поражение — 0:2, выбыв из розыгрыша. Ягубалиев отыграл полностью оба матча.
В 1996—2000 годах выступал за «Бакы Фехлеси» из Маштаги, затем сменивший название на «АНС Пивани» и перебазировавшийся в Баку.
Ягубалиев провёл в высшей лиге чемпионата Азербайджана 227 матчей, забил 39 мячей.
6 июня 1993 года провёл 1 матч за сборную Азербайджана: в Тегеране азербайджанцы в товарищеском поединке победили сборную Таджикистана — 2:0.
После окончания игровой карьеры стал тренером. В 2010 году входил в штаб и был исполняющим обязанности главного тренера «Баку».

## Достижения

### В качестве игрока
Туран (Товуз)
- Чемпион Азербайджана (1): 1994.
- Серебряный призёр чемпионата Азербайджана (1): 1995.
- Бронзовый призёр чемпионата Азербайджана (2): 1992, 1993.